# Hymna Republiky srbské
Hymna Republiky srbské, jedné ze dvou entit tvořících Bosnu a Hercegovinu, je píseň Moja Republika (česky Moje Republika), jejímž autorem je Mladen Matović. Píseň nahradila dne 16. července 2008, do té doby používanou, srbskou hymnu Bože pravde, která byla Ústavním soudem Bosny a Hercegoviny prohlášena za neústavní.

## Text
| Моја република Srbsky Тамо гдје најљепша се зора буди Часни и поносни живе добри људи Тамо гдје се рађа нашег сунца сјај Горд и пркосан је мој завичај За њега сви се сад помолимо Другу земљу ми немамо У срцу мом само је један дом У срцу је велика моја република У срцу мом најљепша звијезда сја Моја република, Република Српска Тамо гдје су наши преци давни Име уписали у сваки корак славни Тамо гдје се рађа нашег сунца сјај Горд и пркосан је мој завичај За њега сви се сад помолимо Другу земљу ми немамо У срцу мом је један дом У срцу је велика моја република У срцу мом најљепша звијезда сја Моја република, Република Српска | Moja Republika Chorvatsky/bosensky Tamo gdje najljepša se zora budi Časni i ponosni žive dobri ljudi Tamo gdje se rađa našeg sunca sjaj Gord i prkosan je moj zavičaj Za njega svi se sad pomolimo Drugu zemlju mi nemamo U srcu mom samo je jedan dom U srcu je velika moja republika U srcu mom najljepša zvijezda sja Moja republika, Republika Srpska Tamo gdje su naši preci davni Ime upisali u svaki korak slavni Tamo gdje se rađa našeg sunca sjaj Gord i prkosan je moj zavičaj Za njega svi se sad pomolimo Drugu zemlju mi nemamo U srcu mom je jedan dom U srcu je velika moja republika U srcu mom najljepša zvijezda sja Moja republika, Republika Srpska |